# クネルスドルフの戦い
クネルスドルフの戦い（ドイツ語：Schlacht bei Kunersdorf）は、七年戦争中の戦いであり、1759年の8月12日、フランクフルト・アン・デア・オーダーの東に位置するクーネルスドルフにおいて、 4万9000のプロイセン軍と7万1000の露墺連合軍が戦闘。フリードリヒ大王にとって最大の敗北となった。

## 背景
カール・ハインリヒ・フォン・ヴェーデル少将指揮下の軍団がカイの戦いで敗北した後、1759年8月にオーストリアの一軍がプロイセン王国の中核地帯、ベルリン＝ブランデンブルクを脅かすべくフランクフルト・アン・デア・オーダーでロシア軍と合流を果たした。この連合軍はエルンスト・ギデオン・フォン・ラウドン少将とピョートル・セミョーノヴィチ・サルティコフ元帥に率いられ、7万1000名（うちロシア軍は4万1000名）を数えた。フリードリヒ大王はヴェーデルの部隊を合流させると、指揮下の約4万9000名をもって、オーデル川の右岸にある連合軍の、防備を固めた陣地に向かい決戦を企図する。

## 戦闘
戦闘はプロイセン軍によるロシア軍陣地への攻撃から始まった。この攻撃は成功し、もしフリードリヒ大王が弟ハインリヒ王子の助言を聞いて前進を止めておけば、クーネルスドルフの戦いを制したのはプロイセン軍のはずだった。しかし斜行戦術を適用するための迂回行動は失敗し、プロイセン軍の攻撃は連合軍の戦列に阻止された。だがフリードリヒ大王は当初の成功を活かせると信じ、戦闘の続行を決意した。プロイセン軍の攻撃が弱まっている間に、遥か遠方にいたオーストリア軍騎兵も戦場に到着した。しかしプロイセン軍は再編し、連合軍に対して圧力を加え続けた。正午過ぎには戦闘も最高潮に達し、ロシア軍中央の砲兵陣地に対してザイトリッツ率いるプロイセン騎兵の大規模な突撃が行われた。この突撃は失敗し、プロイセン騎兵は著しく消耗した上に混乱した退却を強いられた。ザイトリッツ自身も酷い重傷を負った。連合軍の騎兵部隊（オーストリア騎兵を主体とし、ロシアの重騎兵、カルムイク騎兵、クロアチア騎兵も含まれる）はこの好機を逃さず、プロイセン軍左翼に対する攻撃を開始した。それは決定的な効果を挙げ、疲弊したプロイセン軍各連隊の無秩序な退却に繋がる。フリードリヒ大王が戦場から退いて来た時には、周囲に3,000名が残るのみであった。

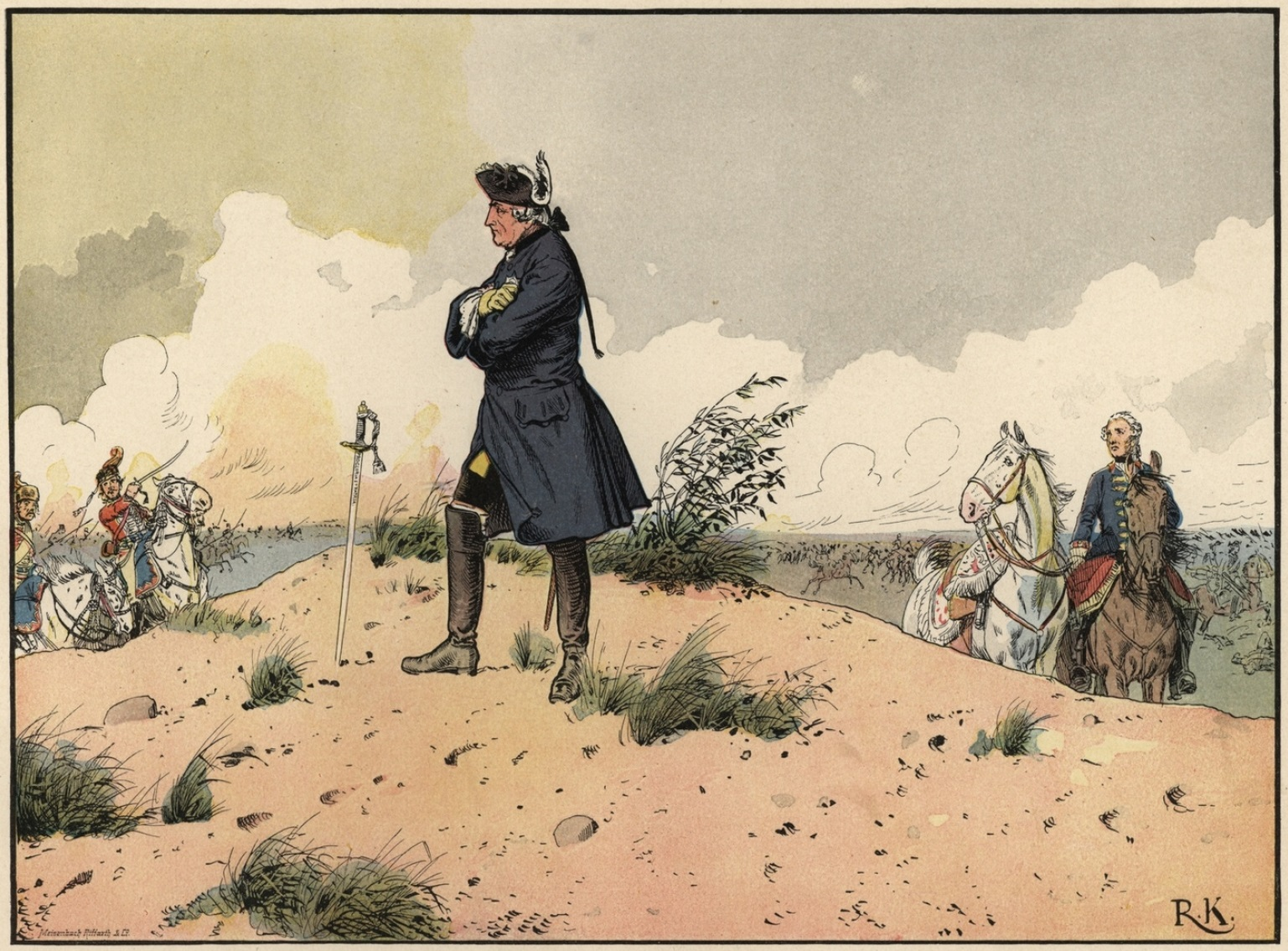
クネルスドルフの戦いにおけるフリードリヒ2世、リヒャルト・クネーテル作の石版画。後代の作品。

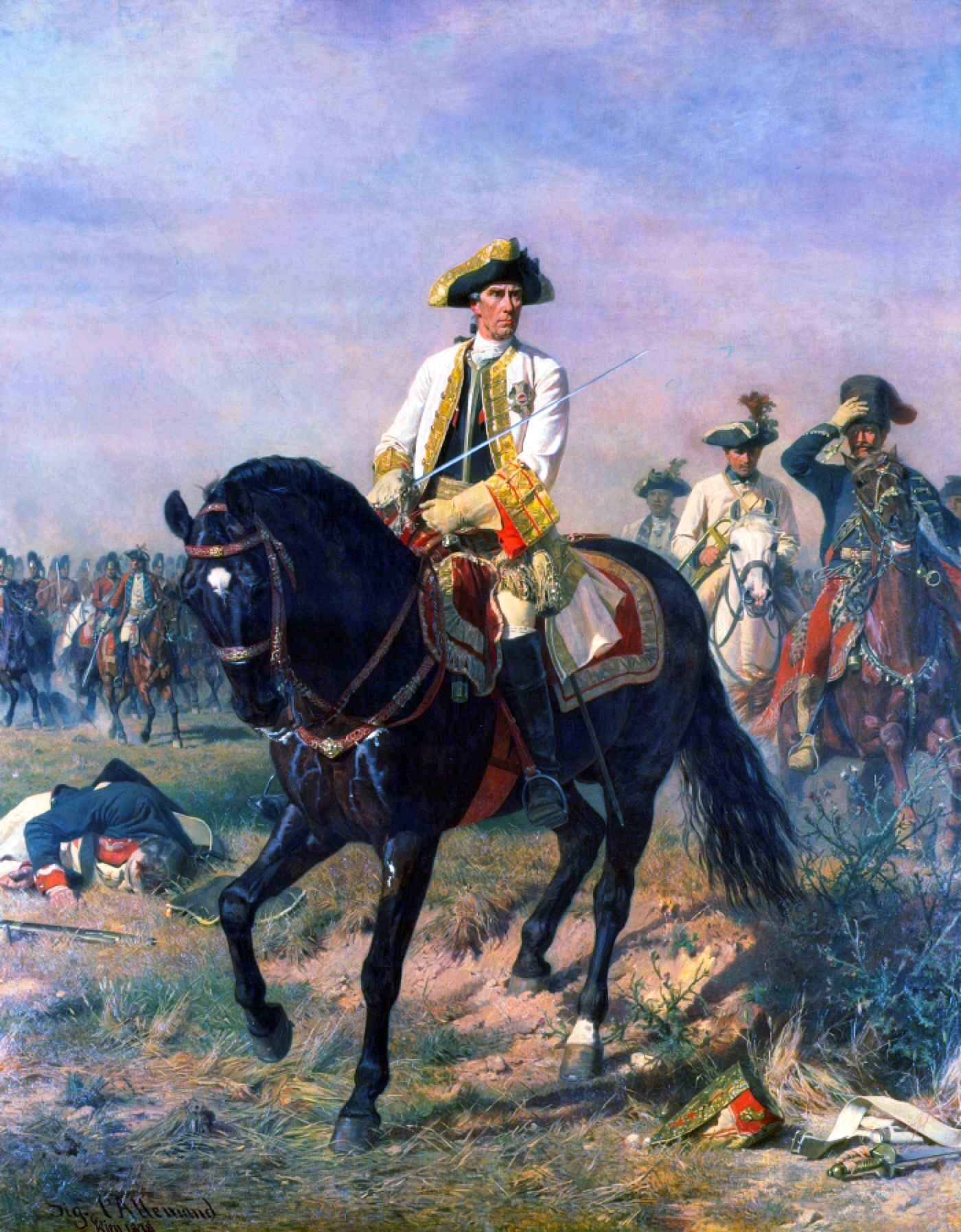
クネルスドルフの戦場で馬に乗るラウドン。ウィーン軍事史博物館所蔵の、後代の作品。

## 余波
この敗北に直面したフリードリヒ大王は失意に陥り、フィンク中将に軍の指揮権を委ね、ハインリヒ王子を総司令官に任じた。戦闘に敗れた夜、フリードリヒ大王はベルリンに向けてこのような手紙を送っている。
4日後、オーストリア＝ロシア連合軍が無為に時を過ごしていることが明らかになった。その間に散り散りとなった1万9000の敗残兵がライトヴァインにある自身の司令部に復帰して来ると、フリードリヒ大王は自信を取り戻し、指揮権の委任を撤回する。
一方の連合軍はこの戦いで1万5000の損害を受けたものの、その勝利によりプロイセン王国首都ベルリンへの道が開かれていた。にもかかわらず双方牽制しあった結果、グーベン協定が締結された。これはロシアは東プロイセンを得、オーストリアはシュレージェンを回復することを互いに承認して、オーストリア軍のシュレージェン攻略を優先してベルリン攻撃はしないというものであった。この後に連合軍はザクセン方面へと目指した。フリードリヒ大王はこの連合軍の驚くべき行動について、弟ハインリヒに宛てた1759年9月1日の手紙の中でこう書いている。
その間に、フリードリヒ大王は3万3000の兵力を集めるとフュルステンヴァルデで防衛線を敷いた。この戦いは七年戦争におけるプロイセン軍最大の敗北であったが、連合国側のこの一連の動きによって戦争の経過に影響を与えることはなかった。

## 余談
フリードリヒ大王は戦いの間に2回、乗馬を射殺された。その際、敵弾が煙草入れに当たって跳ね返り、後代の語り草となる。彼は単身で小さな丘の上に立ち、自身の剣を地面に突き刺して、自分を包囲する敵兵に対して徹底抗戦するか、あるいは死ぬことを覚悟していた。この時、騎兵大尉ヨアヒム・ベルンハルト・フォン・プリットヴィッツの大胆な行動がなければ、王は捕縛の危機を免れないところであった。戦没者の中にはゲオルク・ルートヴィヒ・フォン・プットカーマー騎兵大将や詩人のエーヴァルト・クリスティアン・フォン・クライスト少佐が含まれている。

## 個別の典拠
1. ↑  Christopher Clark: Preußen - Aufstieg und Niedergang 1600 - 1947, Phanteon Verlag, 1. Auflage, 2008, S. 244
2. ↑  Friedrich Benninghofen, Helmut Börsch-Supan, Iselin Gundermann: Friedrich der Große. Ausstellung des Geheimen Staatsarchivs Preußischer Kulturbesitz anläßlich des 200. Todestages König Friedrichs II. von Preußen, Berlin 1986, Kat. Nr. IV, 52f, Abbildung S. 206

## 英語版の出典
- Kungliga artilleriet: Det ridande artilleriet (1987) editor: Jonas Hedberg (英語の要約) ISBN 91-85266-39-6
- Die Deutschen Folgen 6- Friedrich II und die Kaiserin, ZDF 2009

http://www.diedeutschen.zdf.de/

## ドイツ語版の出典
- Johannes Burkhardt: Vom Debakel zum Mirakel. Zur friedensgeschichtlichen Einordnung des Siebenjährigen Krieges, in: Menschen und Strukturen in der Geschichte Alteuropas. Festschrift für Johannes Kunisch zur Vollendung seines 65. Lebensjahres, dargebracht von Schülern, Freunden und Kollegen, hg.v. Helmut Neuhaus / Barbara Stollberg-Rilinger (Historische Forschungen, Bd. 73), Duncker & Humblot, Berlin 2002, S. 299-318
- Großer Generalstab, Kriegsgeschichtliche Abteilung II. (Hrsg.): Die Kriege Friedrichs des Großen. Dritter Teil: Der Siebenjährige Krieg 1756-1763. Band 10: Kunersdorf. Mittler, Berlin 1912.
- Johann Ludwig Kriele: Ausführliche und zuverlässige historisch-militaerische Beschreibung der Schlacht von Kunersdorf und Frankfurt am 12. Aug. 1759. Mit beigefuegtem genauen Situations-Plane nebst verschiedenen Nachrichten der Schicksale Frankfurts und der umliegenden Gegend in damaliger Zeit. Maurer, Berlin 1801, (Auch Nachdruck: Rieger, Karwe bei Neuruppin 2003).
- Johannes Kunisch: Das Mirakel des Hauses Brandenburg. Studien zum Verhältnis von Kabinettspolitik und Kriegführung im Zeitalter des Siebenjährigen Krieges, R. Oldenbourg Verlag, München / Wien 1978 (154 Seiten)
- Jürgen Sternberger: Das Mirakel von Brandenburg. Pro BUSINESS Verlag, Berlin 2009, ISBN 978-3-86805-413-2.

（いずれも本項目の加筆において、編集者が閲覧したものではありません）